# Last Christmas
«Last Christmas» («На минуле Різдво», «Минулого Різдва») — пісня британського поп-дуету Wham!, яку випустила рекорд-компанія Epic Records в 1984 році, у форматі double A-side з «Everything She Wants». Її написав Джордж Майкл, учасник дуету. Пісню переспівували багато артистів протягом наступних років.

## Оригінальна версія

### Появи в чарті

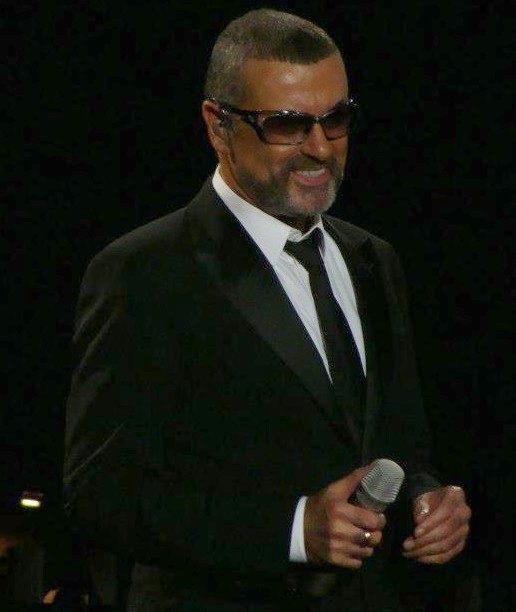
Джорж Майкл

Wham! займав лідируючу позицію в UK Singles Chart в 1984 році, їх різдвяний сингл конкурував за перше місце з Frankie Goes to Hollywood та їх піснею «The Power of Love». Однак проєкт Band Aid, очолюваний Бобом Гельдофом, створив сингл #1, в якому заспівали багато знаменитостей, у тому числі і Джордж Майкл. Wham! посів тоді друге місце, але згодом обігнав конкурентів за кількістю проданих копій і так само, як і проєкт Band Aid, пожертвував всі збори за «Last Christmas/Everything She Wants у фонд допомоги голодуючим Ефіопії.
„Last Christmas“ став синглом #1 в різних країнах.
Сингл був розпроданий в кількості більше мільйона копій і став найпродаванішим синглом в історії чартів Великої Британії, які не досягли першого місця. Через рік він був перевиданий знову до Різдва і потрапив на 6 рядок чарту. Друге перевидання на Різдво 1986 року — в той період, коли Wham! розпалися.
Пісня поступово набирала популярність в Японії і остаточно стала найпродаванішим синглом, який не потрапив у топ-10 чарту в країні, будучи розпроданим в кількості 600,000 копій, і досягнувши 12 місця в 1992 році.
З 1997 року пісня входить в German Singlecharts кожен рік і досягла піку на 4 місці в 2007 році. У радіочартах пісня входить кожен рік в топ-5.
У 2007 трек знову увійшов в UK Top 20 і підірвав UK iTunes Top 10.
У 2008, пісня знову увійшла в UK Singles Chart, в цей раз на #36 і досягла піку #26.
У 2009 пісня знову увійшла в UK Singles Chart під номером #39.
У 2009 пісня знову увійшла в Spanish Lista de Canciones (Singles Chart) номером #9.
У 2017 році трек знову досяг свого максимального місця в британському хіт-параді: № 2. 

### США
У США пісня регулярно з'являється в хіт-параді святкових днів Billboard Holiday Songs Chart. За даними на 25 листопада 2016 року, загальна кількість цифрових продажів треку в США склала 751,000 завантажень за даними Nielsen SoundScan, що відповідає 10-му місцю у Списку кращих Новорічних/святкових цифрових синглів всіх часів в еру US SoundScan (тобто з початку таких обліків з 1991 року). 7 січня 2017 року, після смерті Джорджа Майкла пісня дебютувала на 50-му місці в головному американському хіт-параді Billboard Hot 100, пізніше піднявшись до 41-го місця. Раніше вона жодного разу за тридцять років у цьому основному чарті не з'являлася з юридичних нюансів (не було офіційних комерційних продажів). Лише в цифрову еру, трек став доступний через завантаження і стрімінгові платформи.
У грудні 2018 року сингл піднявся на найвищу за три десятиліття релізу свою позицію в США (№ 34 в Hot 100) і вперше увійшов до Top-40.

### Кліп
В кліпі „Last Christmas“ Джордж Майкл і Ендрю Ріджлі знаходяться в компанії дівчат і друзів на лижному курорті. Дівчина Ендрю раніше зустрічалася з Джорджем, пісня присвячена їх минулим відносинам. У кліпі також беруть участь колишні бек-вокалісти дуету Pepsi and Shirlie і Spandau Ballet.

### Суперечки щодо авторських прав
Пісня Last Christmas схожа на пісню Can't Smile Without You, наприкінці 70-х років ця пісня була популярна у виконанні гурту The Carpenters, і співака Баррі Манілов. У середині 80-х видавнича компанія Dick James Music подала позов в суд на Джорджа Майкла, звинувачуючи його в плагіаті. На суді видавнича компанія заявила, що в 1984 році Wham свій сингл Last Christmas зробив з Can't Smile Without You. Справу було врегульовано поза судом.

### Список композицій
| 7": Epic / A 4949 (UK) 1. «Everything She Wants» — 5:07 7": Epic / QA 4949 (Велика Британія) 1. «Everything She Wants (ремікс)» — 5:31 2. «Last Christmas» — 4:24 12": Epic / TA 4949 (Велика Британія) 1. «Last Christmas (pudding mix)» — 6:47 2. «Everything She Wants» — 5:07 12": Epic / QTA 4949 (Велика Британія) 1. «Everything She Wants (ремікс)» — 6:30 2. «Last Christmas (pudding mix)» — 6:47 7": Epic / WHAM 1 (Велика Британія) 1. «Last Christmas» — 4:24 2. «Blue (Armed With Love) [наживо в Китаї]» — 5:43 | 12": Epic / WHAM T1 (Велика Британія) 1. «Last Christmas (pudding mix)» — 6:47 2. «Blue (Armed With Love) [Велика Британія]» — 5:43 3. «Everything She Wants (ремікс)» — 5:31 7": Epic / 650269 7 (Велика Британія) 1. «Last Christmas» — 4:24 2. «Where Did Your Heart Go?» — 5:43 12": Epic / 650269 6 (Велика Британія) 1. «Last Christmas (pudding mix)» — 6:47 2. «Where Did Your Heart Go?» — 5:43 7", 12", CD: Tent / PD45579 1. «Last Christmas (ремікс)» — 5:13 2. «Everything She Wants (ремікс)» — 6:01 3. «Last Christmas (pudding mix)» — 6:47 4. «Everything She Wants» — 6:29 |

### Статус
| Країна          | Статус  | Дата | Продажу   |
| --------------- | ------- | ---- | --------- |
| Німеччина       | Золото  | 1999 | 250,000   |
| Велика Британія | Платина | 1985 | 1,000,000 |

### Чарти
| Чарт (1984-2021)                           | Найвища позиція |
| ------------------------------------------ | --------------- |
| Australian ARIA Singles Chart              | 3               |
| Austrian Singles Chart                     | 4               |
| Канада (Canadian Hot 100)                  | 15              |
| Denmark (Tracklisten)                      | 2               |
| Dutch Singles Chart                        | 2               |
| Finnish Singles Chart                      | 3               |
| Франція (SNEP)                             | 8               |
| German Singles Chart                       | 4               |
| Iceland (RÚV)                              | 1               |
| Irish Singles Chart                        | 2               |
| Італія (FIMI)                              | 9               |
| Italy (Hitparade Italia)                   | 2               |
| Японія (Japan Hot 100)                     | 13              |
| Japan (Oricon International Chart)         | 1               |
| Japan (Oricon Singles Chart)               | 12              |
| Нідерланди (Mega Single Top 100)           | 4               |
| Нова Зеландія (RIANZ)                      | 14              |
| Норвегія (VG-lista)                        | 2               |
| Португалія (AFP)                           | 22              |
| Slovenia (SloTop50)                        | 1               |
| South Korea International Chart (Gaon)     | 5               |
| Іспанія (PROMUSICAE)                       | 5               |
| Swedish Singles Chart                      | 1               |
| Swiss Singles Chart                        | 4               |
| UK Singles Chart                           | 2               |
| UK Official Charts                         | 1               |
| США (Billboard Hot 100)                    | 34              |
| US Billboard Hot Adult Contemporary Tracks | 22              |
| US Billboard Hot Adult Top 40              | 40              |
| US Billboard Hot Digital Songs             | 67              |
| US Holiday 100 (Billboard)                 | 5               |

## Кавер-версії

### Версія Біллі Пайпер
Після того, як сингл «She Wants You» вийшов наприкінці 1998 року, кавер-версія «Last Christmas», вийшла на Стороні Б, почала крутитися на радіостанціях. Завдяки цьому CD сингл вийшов у Європі і потрапив в чарт на 47 місце у Швеції. Пісня також вийшла рекламним синглом у Великій Британії, обмеженим тиражем 500 копій. Це одна з найвизначніших пісень Біллі Пайпер, хоча вона не ввійшла до збірника найкращих хітів The Best of Billie.

#### Список композицій
Європейський CD Сингл
1. «Last Christmas»
2. «She Wants You» (Альбомна версія)
3. «She Wants You» (Sharp Ballrom Remix)

Британський Промо-CD
1. «Last Christmas» (Випуск)
2. «She Wants You» (Радіо Версія)

#### Чарт
| Чарт (1999)           | Найвища позиція |
| --------------------- | --------------- |
| Swedish Singles Chart | 47              |

### Версія Ешлі Тісдейл

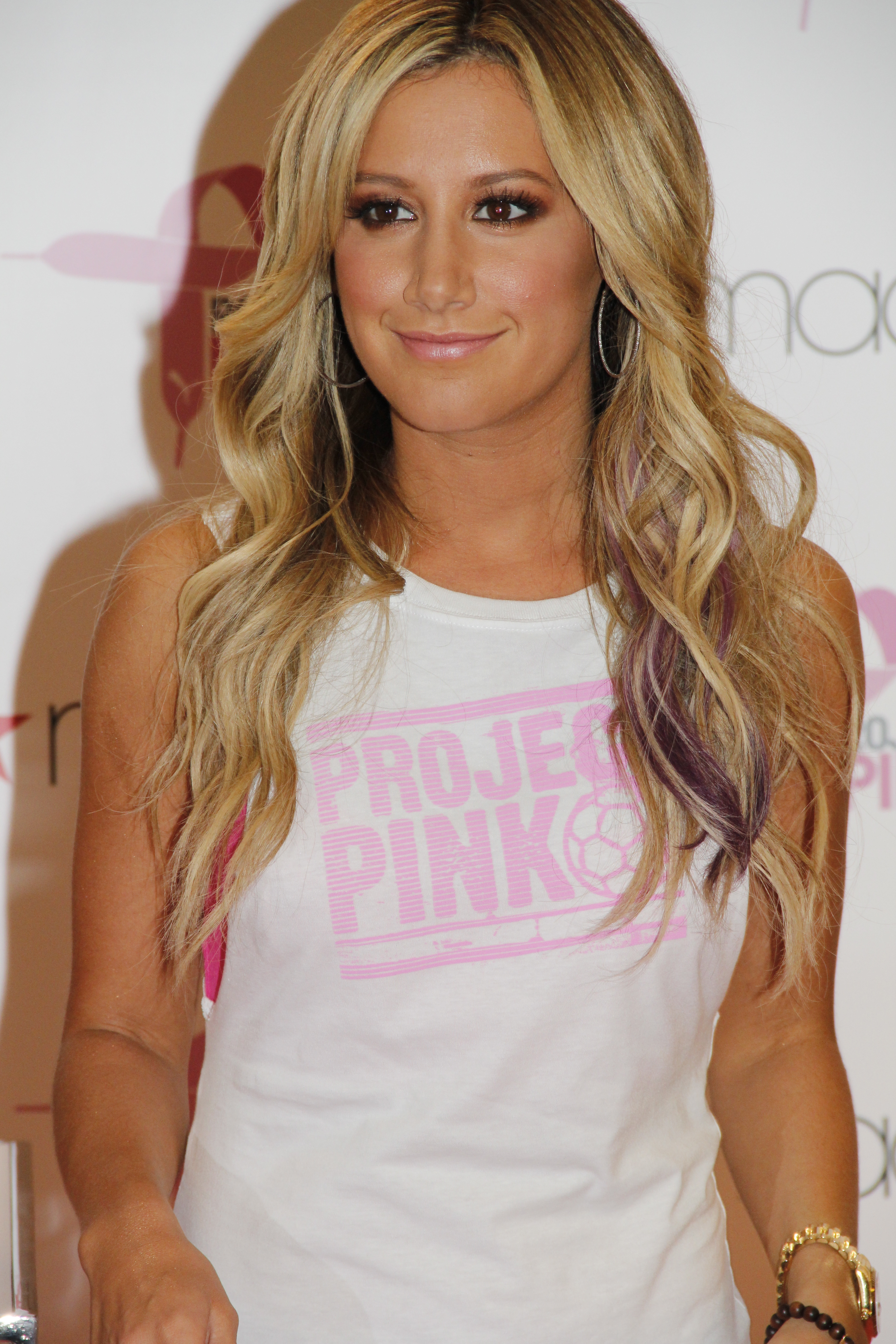
Ешлі

«Last Christmas» було записано в 2006 році для Warner Bros. Records Ешлі Тісдейл. Пісня офіційно вийшла на радіостанціях 21 листопада 2006 року. Ця пісня стала першим синглом, випущеними Ешлі Тісдейл за контрактом з Warner Bros. Records і стала її першим офіційним святковим синглом. Тісдейл виконала сингл на заходах Macy's Thanksgiving Day Parade і Rockefeller Center в 2007 році. Пісня була на одній з B-сайдів на Європейських виданнях першого синглу Тісдейл «Be Good to Me» і другого синглу «He Said She Said» з альбому Headstrong. Пісня ввійшла до різних збірників, зокрема A Very Special Christmas Vol.7 і A Disney Channel Holiday.

#### Список композицій
Трек-лист 
1. «Last Christmas» (версія синглу) — 3:55

#### Чарти
| Чарти(2007)                             | Найвища позиція |
| --------------------------------------- | --------------- |
| Американський Billboard Hot 100 Airplay | 87              |

### Версія Crazy Frog
«Last Christmas» записав в 2006 році Крейзі Фрог і вона вийшла  різдвяним синглом. У Бельгії, Нідерландах, Австралії, Новій Зеландії, Швеції та Франції «Last Christmas» він вийшов на 12 місяців раніше, ніж в інших країнах.

#### Список композицій
CD сингл
1. «Last Christmas» (Радіо версія)
2. «We Wish You a Merry Christmas»
3. «Last Christmas» (club mix)
4. «Nellie the Elephant»
5. «Last Christmas» (Кліп)

#### Чарти
| Чарт (2006)                      | Найвища позиція |
| -------------------------------- | --------------- |
| Australian Singles Chart         | 30              |
| Belgian (Flanders) Singles Chart | 19              |
| Belgian (Wallonia) Singles Chart | 6               |
| Dutch Singles Chart              | 48              |
| French Singles Chart             | 19              |
| Irish Singles Chart              | 16              |
| New Zealand Singles Chart        | 19              |
| UK Singles Chart                 | 16              |

### Версія Cascada
«Last Christmas» було записано в 2007 році групою Cascada. Вона вийшла на iTunes в листопаді 2007 року. У пісні є тільки цифровий реліз, але через 6 днів вона вийшла на EP «What Hurts the Most».
У Великій Британії, попри те, що це трек — В-сайд, пісня регулярно крутилася по музичних каналах під час святкового сезону.
iTunes
- «Last Christmas» — 3:52

#### Чарти
| Чарт (2007)          | Peak position |
| -------------------- | ------------- |
| German Singles Chart | 82            |
| UK Singles Chart     | 111           |
| UK Dance Chart       | 22            |

### Версія Alcazar
Пісня була переспівана групою Alcazar і стала шостим синглом з їх третього альбому «Disco Defenders». Дотепер цей сингл видавався лише в Німеччині. Він ввійшов бонус треком до спеціального Шведського видання Disco Defenders, що вийшло 18 листопада 2009 року.

#### Список композицій
Digipac
1. «Last Christmas»
2. «One Two Three Four»

### Версія Jimmy Eat World
Мініальбом Jimmy Eat World Last Christmas вийшов 10 грудня 2001 року після проривного альбому Bleed American.
Last Christmas містить дві кавер-версії: «Last Christmas» Wham!  і «Firestarter» The Prodigy.

#### Список композицій
| #  | Назва            | Тривалість |
| -- | ---------------- | ---------- |
| 1. | «Last Christmas» | 4:00       |
| 2. | «Firestarter»    | 6:29       |

### NK (Настя Каменських)
У 2017 році українська співачка Настя Каменських записала свою версію пісні. Вона співала англійською під акомпанемент піаніно.

### Сніг сипле
У грудні 2017 році співаки із Дрогобича записали українську версію пісні під назвою "Сніг сипле".

### Інші кавер-версії
- Ariana Grande
- AContrariProject
- Access
- All About Eve
- Arctic Monkeys
- As One
- Atomic Kitten (Ліз МакКларнон[en], Наташа Гамільтон[en] і Керрі Катона)
- Atomic Tom
- Babs & The Bopettes
- BoA
- The BossHoss
- Busted
- Exile
- Keshia Chanté
- The Cheetah Girls
- Cocktail Slippers
- Coldplay
- Carly Rae Jepsen
- В 1984, Dalida виконала «Last Christmas» французькою мовою «Reviens-Moi» (Альбом: Pour Te Dire Je t'aime).
- Dexter Freebish
- Gregory Douglass в 2009 на міні-альбомі Merry .
- Хіларі Дафф
- Erlend Øye
- Алекс Еванс для Save Children Charity Concert 2008
- Exile
- The Finals — Збірник «A Santa Cause 2: it's A Pop Christmas» (Immortal Records)
- Fonda
- Foxxi misQ, японська версія жіночої хіп-хоп тріо групи
- Florence and the Machine (на Radio 1)
- Актори з Glee
- Gregorian
- Даррен Хейз
- Джон Хольт
- Human Nature
- J
- Jamelia
- JLS
- Ян Йохансен
- Moon Hee Jun
- Кімберлі Лок
- Kanute
- Little Boots, колишні Dead Disco
- Madsen
- The Maine
- Manic Street Preachers версія Джеймса Діна Бредфілда з'явилася на збірці 2003 року Lipstick Traces
- Макс Раабе німецька версія в стилі 1920-х.
- Metro Station записали кавер-версію, що ввійшла до їх подвійного синглу «Kelsey/Last Christmas», який вийшов у Великій Британії в 2009 році, разом з відео.
- Гавкіт Неш
- Nell
- Hawk Nelson
- Thomas Anders (колишній соліст Modern Talking)
- Yuji Oda (з Бутчем Волкером)
- Birgit Õigemeel
- Getter Jaani
- The Ordinary Boys
- Польська версія з польським словами — «Kolęda dwóch serc», виконана Andrzej «Piasek» Piaseczny, Mietek Szcześniak, Kuba Badach і Andrzej Lampert (з альбому «Święta, Święta II»)
- Piccolo Coro-Antoniano як «Questo Natale»
- Raunchy
- Річард Чіз перепел її на різдвяному альбомі Silent Nightclub.
- Romina Power
- Roses Are Red
- Rumble Fish
- Saltatio Mortis
- Hitomi Shimatani
- Savage Garden
- Тейлор Свіфт
- F. I. R
- The Three Degrees
- Thirteen Senses
- Мітіе Томідзава в ролі Сейлор Марс (для альбому Сейлор Мун Sailor Stars Merry Christmas)
- Travis
- 2-4 Family
- 2PM
- Керрі Андервуд
- The Ventures
- The Burning Violet
- The xx
- Yoko Watanabe
- Whigfield
- Vedera[42]
- Sammi Cheng
- SHINee